# Pecorino toscano
Il pecorino toscano (DOP)	è un formaggio italiano a Denominazione di origine protetta. Plinio il Vecchio, nella sua monumentale Naturalis historia, accenna in alcuni passi alla produzione del Pecorino in Toscana. Un tempo chiamato cacio marzolino perché la sua produzione iniziava nel mese di marzo ed è con tale nome che lo troviamo menzionato in una memoria sul formaggio toscano scritta da Francesco Molinelli verso la fine del Settecento.

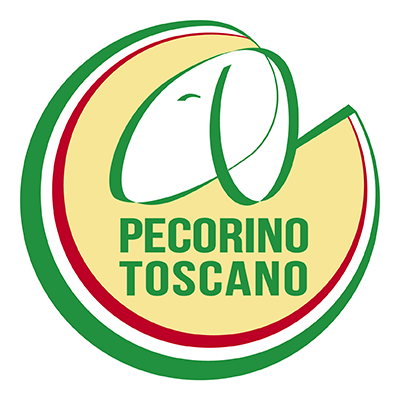
Logo del Consorzio tutela Pecorino Toscano DOP

## Caratteristiche
È un formaggio ottenuto da latte intero esclusivamente di pecora a pasta tenera o semidura. La forma è cilindrica a facce piane con scalzo alto da 7 a 11 centimetri leggermente convesso e dal diametro variabile fra i 15 e i 22 cm. Il peso di ogni forma può variare da 1 a 3,5 chili. La pasta ha struttura compatta e tenace al taglio per il tipo a formaggi a pasta semidura. Si presenta di colore bianco o paglierino più o meno intenso. La crosta esterna è di colore giallo con varie tonalità fino al giallo carico. Il sapore è fragrante, accentuato, caratteristico delle particolari procedure di produzione.

## Utilizzo
A seconda della zona di produzione, cambiano i tempi di stagionatura e con questi cambia molto il gusto e l'uso che si può fare di questo formaggio. Si va infatti da un pecorino toscano fresco, dal gusto delicato e dolce, passando per un pecorino invece più stagionato, dal sapore più impegnativo ed accentuato per arrivare infine al pecorino lungamente invecchiato dalla pasta dura, dal sapore deciso che viene tradizionalmente abbinato ai sapori dolci del miele e delle marmellate di frutta...

## Produzione
Il pecorino toscano è un formaggio DOP e le regole produttive sono stabilite nel disciplinare riconosciuto dall'Unione europea. Nel disciplinare di produzione si prevede che la cagliatura avvenga solo con caglio di vitello. dopo circa 20/25 minuti si procede alla rottura fino a raggiungere le dimensioni di una nocciola per il prodotto a pasta tenera o quelle di un chicco di mais per il prodotto da stagionare. la successiva fase è quella della formatura, in stampi provvisti di fori per facilitare lo sgrondo del siero. Inizia quindi la maturazione del prodotto che viene conservato in ambienti caldi e umidi (camere calde armadi o cassoni riscaldati) dove si favorisce un rapido spurgo del siero e l'avvio della maturazione. la fase seguente è la salatura a secco (la più tradizionale) o in salamoia. Particolarità del pecorino toscano è la durata decisamente breve di questa fase che dura circa un solo giorno. Dopo la salatura il pecorino toscano viene posto a maturare negli idonei locali e qui periodicamente girato e controllato. Solo le forme che rispondono al 100% alle caratteristiche previste nel disciplinare vengono marchiate una ad una, ad inchiostro quelle a pasta tenera ed a caldo quelle stagionate. Sul marchio è presente il nome pecorino toscano DOP, l'immagine prevista sul marchio ed il numero identificativo del produttore. In etichetta deve essere presente il nome pecorino toscano DOP o pecorino toscano DOP stagionato accompagnato dal logo europeo della DOP, dal logo del pecorino toscano e dalle scritte obbligatorie.